# Fran Villalba (compositor)
Fran Villalba es un compositor de bandas sonoras, productor musical y productor ejecutivo ítalo-paraguayo. Principalmente, es reconocido por su composición de la música original de la película 7 cajas (2012).

## Biografía
Es Contador Público Nacional egresado de la Universidad Católica Nuestra Señora de la Asunción. De formación clásica en el Conservatorio Musical Mimby (Profesor Elemental de Piano, Accésit y Profesor Superior de Lenguaje Musical), con estudios de armonía y composición con el Maestro Carlos Schvartzman y música electrónica de forma autodidacta. Es máster en Composición de Bandas Sonoras y Música para Medios Audiovisuales de la Escola Superior de Música de Catalunya y Máster en Producción Ejecutiva para Cine y Series en la Escuela de Cinematografía y del Audiovisual de la Comunidad de Madrid. Recientemente fue seleccionado para participar de la edición de 2024 de la Berlinale Talents.
Fue integrante y teclista de la banda paraguaya de rock Gaudí (1996 - 2010), con la que grabó 3 discos: "Radio Fábula" (1996), "Turbo" (1999) y "La Vida es Más" (2010).
En 2013 participó como becado en el Taller de Música para Cine perteneciente a los prestigiosos Laboratorios para profesionales de Cine y Creación en Ciudad de México (México) bajo la dirección de Bertha Navarro, ex productora de Guillermo del Toro. Así también, en el 2014 participó como becado en el Taller de Sonido y Música para Cine 9ª edición del Talents Buenos Aires (Argentina).
Ha compuesto y editado su primer álbum de música instrumental Universo Paralelo en el año 2014.
Compuso música original para diversos proyectos audiovisuales entre los cuales destacan, "7 Cajas" (2012) ganadora del premio Cine en Construcción del Festival Internacional de Cine de San Sebastián y nominada a los premios Goya en la categoría Mejor película extranjera de habla hispana, "#YA" (2015) estrenada en el Festival Internacional de cine de Berlín, "Peaches" (2017) premiada con la mención The Raindance Film of the Festival y "Selva" (2017) estrenada en competencia oficial de la Semaine de la Critique du Festival de Cannes. 
Es miembro de la Academia de Cine Europeo y de la Academia de Cine del Paraguay.
Desde el 2006 dirige su propio estudio Planetario Music Studio, donde realiza música para cine, publicidad y otros medios audiovisuales.

## Discografía
- Universo Paralelo (2014)[3]

- Santa Clara (Banda Sonora Original) (2019)[4]

- Yaca'a (Banda Sonora Original) (2020)
- Asedio (Banda Sonora Original) (2023)
- Hogar (Banda Sonora Original) (2023)

## Filmografía
- Opaco (2006)
- Minotauro (2008)
- Jazmines del Alma: La vida de Chiquitunga (2009)
- Universo servilleta (2010)
- 7 cajas (2012)
- #Ya (2015)[5]
- Km 72 (2015)[6]
- De lunes a lunes (2016)
- Liviano (2016)
- Selva (2016)[7]
- Un Bosque (2017)
- Hoy partido a las 3 (2017)[8]
- Río atrevido (TV Mini-Series 2017)
- Mujeres entre fronteras (TV Mini-Series 2017)[9]
- Mr. Emmett & Los Melocotones enlatados (2017)[10]
- México 1984 (2017)
- Venus Flytrap (2017)
- The Muse (2017)
- Hycha Guaia (2018)
- Tercer Acto (2018)
- 3 pies (2018)
- Cazando Gamusinos (2018)[11]
- A casa (2019)
- Santa Clara (2019)[12]
- Divine Woman (2020)
- Yacaa (2020)
- The Great Awakening (2022)
- Hogar (2022)
- No Están Solos (2022)
- Mitã'i Churi (2023)
- Asedio (2023)

## Música adicional
- Die Toten reiten schnell (2015)[13]

## Premios y nominaciones
Premios Rock and Pop Paraguay
2000 - Mejor Tecladista Paraguayo (ganador).
Premios 45 Talentos del año El País (España)
2013 - Seleccionado como uno de los 45 talentos del año (ganador).
Festival de cine Unasur (Argentina)
2013 - Mejor Diseño Sonoro-Música Original por "7 cajas" (ganador).
Festival Tatakua (Paraguay)
2017 - Mejor Banda Sonora Original por el anuncio "Hinchas en movimiento" para Agencia Laika (ganador).
Experimental Film, Dance & Music Festival (Canadá)
2017 - Best Music por "A Forest" (ganador).
SciFi Film Festival (Australia)
2018 - Best Music/Sound por la música original de "Melocotones" (ganador).
US Hollywood International Golden Film Award (USA)
2019 - Excellence-Music por la música original de "Cazando Gamusinos" (nominado).
Indie Film Awards (Japón)
2020 - Mejor Música por la música original de "Cazando Gamusinos" (nominado).
Concurso Nacional de Creación Artística por los 150 años de la Guerra Guasu (Paraguay)
2020 - Segundo premio "Campamento Cerro León" a la Creación Musical (ganador).
Premios Goya España (2021) - Mejor Música Original por "A Casa" (candidata).